# Kamień (album)
Kamień – pierwszy autorski album Kayah, wydany w dniu 28. urodzin artystki, tj. 5 listopada 1995 roku. Jego reedycja – Kamień – 20th Anniversary Edition – ukazała się 20 lat później w formie CD i płyty analogowej, 6 listopada 2015.

## O albumie
Artystka traktuje go jako swój prawdziwy debiut. Album został napisany i wyprodukowany przez samą Kayah. Płyta, łącząca soul z jazzem i R&B, została przyjęta pozytywnie, zarówno przez krytyków, jak i słuchaczy. W jej nagraniu wzięli udział m.in. Krzysztof Pszona, Filip Sojka, José Torres, Krzysztof Herdzin, Michał Urbaniak i Artur Affek. Album, głównie dzięki przebojowi „Fleciki”, sprzedał się w nakładzie ponad 60 tysięcy egzemplarzy i zdobył status złotej płyty.
Utwór „Jak liść” pojawił się już na akustycznej płycie zespołu Republika z 1993 roku o nazwie Bez prądu. Nosił wówczas tytuł „Mówili o mnie”. W tym samym roku Kayah wykonała go, pod zmienionym już tytułem, podczas Międzynarodowego Festiwalu Piosenki w Sopocie w 1993 roku. Nagranie „Jestem kamieniem” trafiło natomiast wówczas na składankę piosenek różnych artystów Jestem za.
Podczas Krajowego Festiwalu Piosenki Polskiej w Opolu w 1994 roku Kayah otrzymała nagrodę burmistrza miasta za piosenkę „Ja chcę ciebie”. W tym samym roku artystka zdobyła za nią II miejsce w konkursie Festiwalu Krajów Nadbałtyckich w Karlsham. W 1996 roku Kayah doczekała się uznania w postaci nagrody polskiego przemysłu fonograficznego, Fryderyka w kategorii wokalistka roku. Jej płyta Kamień była również nominowana w kategorii najlepszy album popowy roku.
Kompaktowa edycja albumu zawierała dodatkowo remiksy piosenek, które nie były dostępne na kasecie.

## Lista utworów
1. Nawet deszcz – 6:17
2. Tam będę – 3:35
3. Bo czasem – 3:36
4. Pod tym samym niebem – 4:27
5. Ja chcę ciebie – 7:11
6. Smutna kobieta – 5:58
7. Fleciki – 5:02
8. Jak liść – 4:57
9. Cień anioła stróża – 5:18
10. Santana – 4:40
11. Jestem kamieniem – 3:20

Bonusy na płycie CD
12. Cień anioła stróża (remix) – 5:18
13. Jestem kamieniem (remix) – 3:20
14. Ja chcę ciebie (remix) – 7:14

## Single
- „Jak liść” – pierwszy singiel z albumy wydany we wrześniu 1995 roku.
- „Nawet deszcz” – drugi singiel wydany w listopadzie 1995 roku. Singel promocyjny oprócz wersji albumowej zawierał ścieżkę „Anioł struś” (remix).
- „Fleciki” – trzeci singiel wydany w styczniu 1996, stał się przebojem tego roku. Reżyserem teledysku został Janusz Kamiński, a nakręcono go w Kalifornii.
- „Santana” – czwarta i ostatnia piosenka promującą album wydana w kwietniu 1996 roku. Teledysk zawierał fragmenty z filmu Tato, który jednocześnie promował ten film.

## Twórcy
- Kayah – śpiew, muzyka, słowa, instrumenty klawiszowe, efekty specjalne, aranżacja (3), produkcja
- Andrzej Sienkiewicz – project graficzny
- Artur Affek – gitary
- Filip Sojka – bas, muzyka (7)
- Grzegorz Piwkowski – mastering
- Jacek Poremba – zdjęcia
- José Torres – perkusja, śpiew (3)
- Kasia Mrożewska – project graficzny
- Krzysztof Herdzin – pianino (4, 7, 10)
- Krzysztof Pszona – pianino, instrumenty klawiszowe, muzyka (7)
- Marek Kościkiewicz – współproducent
- Marek Podkowa – saksofon (2, 4, 7)
- Marcin Gawdzis – trąbka, róg (2, 4 8)
- Michał Przytuła – inżynier dźwięku, chórki (10)
- Michał Urbaniak – skrzypce (1), saksofon (4)
- Piotr Remiszewski – perkusja
- Stanisław Sojka – aranżacja (3, 4)
- Wojciech Pszona – aranżacja (3, 11)